# Calle de las Margaritas
La calle de las Margaritas es una vía pública de la ciudad española de Madrid, situada en el barrio de Berruguete, distrito de Tetuán.

## Descripción
La vía, cuyo título es de origen popular, discurre desde la calle de Francos Rodríguez hasta la de la Gloxinia. Aparece descrita en Las calles de Madrid (1889) de Hilario Peñasco de la Puente y Carlos Cambronero con las siguientes palabras:

Margaritas. Comienza en el camino de la Dehesa y sale al campo. Es de apertura moderna. El nombre fué puesto particularmente por los vecinos, y luego se reconoció como oficial.
(Peñasco de la Puente y Cambronero, 1889, p. 315)